# André Tchaikowsky
André Tchaikowsky (korábban: Andrzej Czajkowski, születési nevén Robert Andrzej Krauthammer) (Varsó, 1935. november 1. – Oxford, 1982. június 26.) lengyel zeneszerző és zongoraművész volt..

## Élete és pályája
Robert Andrzej Krauthammer néven született Varsóban, 1935. november 1-én. Édesapja Karl Krauthammer, édesanyja Felicja Rappaport volt. A kisfiú zenei tehetsége igen korán megmutatkozott. Édesanyja ügyesen zongorázott, és már négyéves korában elkezdte gyermekét zongorára tanítani. A család zsidó származású volt, emiatt a II. világháború kitörésekor a varsói gettóba telepítették át őket. A gyermek 1942-ig élt itt, akkor sikerült kicsempészni onnan, és hamis papírokkal, Andrzej Czajkowski néven a nagymamájánál, Celinánál rejtőzött el. 1944-ben azonban, a varsói felkelés idején elfogták, és a pruszkowi koncentrációs táborba vitték őket – mint egyszerű lengyel állampolgárokat. Innen 1945-ben szabadultak ki. A kisfiú édesanyját a varsói gettóban elfogták, a treblinkai haláltáborba hurcolták, és megölték. Az apa túlélte a háborút, újranősült és lánya is született, Katherine Krauthammer-Vogt.
A most már Andrzej Czajkowski névre hallgató fiú (aki később felvette az André Tchaikowsky művésznevet), kilencévesen folytatta a tanulmányait a Łódźi Állami Iskolában, Emma Altberg irányítása alatt (aki valamikor Wanda Landowska tanítványa volt). Ezután Párizsba utazott, ahol Lazare Lévy vette át a tanítását. 1948-ban találkozott édesapjával, anyagi támogatását kérte a tanulmányaihoz. Ő azonban elzárkózott ettől, minthogy nem zenei pályán, hanem jogászként vagy üzletemberként képzelte el fia jövőjét. Kapcsolatukban hosszú szünet következett, amely csak 1980-ban tört meg.
Lengyelországba való 1950-es visszatérése után előbb a sopoti Állami Zeneakadémián tanult Olga Iliwicka-Dąbrowska professzorasszonynál, majd a varsói Zeneakadémián, Stanisław Szpinalskinál. Már a tanulmányai alatt megkezdte előadóművészi karrierjét: koncertjein olyan nagyszerű művek szerepeltek, mint Bach Goldberg-variációi, vagy Szergej Rahmanyinov 2. zongoraversenye. Hallgatóságát ámulatba ejtette azzal, hogy bármely feladott témára tudott improvizálni. 1951-től zeneszerzést is tanult, Kazimierz Sikorski professzornál.
Az V. Nemzetközi Chopin Zongoraversenyen nyolcadik helyezést ért el, 1955-ben. Ezt követően Brüsszelbe utazott, hogy Stefan Askenazenél tanuljon. A kiváló lengyel zongoristával való közös munka eredményeként részt vett a Queen Elisabeth Music Competition versenyen, ahol harmadik díjat nyert (1956). A zsűri tagja volt Arthur Rubinstein is, aki így összegezte véleményét: „Úgy gondolom, André Tchaikowsky generációnk egyik legnagyszerűbb zongoraművésze, de több is annál: egy csodálatos muzsikus.”
1957-ben hangversenysorozatot adott Párizsban, amelyen Ravel zongoraműveket játszott a francia komponista halálának 20. évfordulójának tiszteletére. Ebben az időszakban Nadia Boulanger segítette zeneszerzési tanácsaival Fontainebleau-ban, és közelebbi kapcsolatba került Arthur Rubinsteinnel is. Fontainebleau-ban írta meg első zongoraversenyét, melyet az amerikai zongoraművésznek, John Browningnak ajánlott.
Zongoraművészi sikerei ellenére André Tchaikowsky igazi szenvedélye a zeneszerzés volt. Írt zongoraversenyt, vonósnégyest, zongoratriót, számos szóló zongoradarabot és megzenésítette Shakespeare hét szonettjét énekhangra és zongorára. Operát is komponált, Shakespeare A velencei kalmár (The Merchant of Venice) című drámájára. A mű utolsó 24 ütemének hangszerelésével nem tudott végezni, az operát végül Alan Boustead fejezte be. Több saját kompozícióját vette lemezre az EMI cégnél.
Az RCA Red Seal és a Columbia EMI lemezcégekkel felvette Bach Goldberg-variációit, Haydn két szonátáját és f-moll variációit, Mozart C-dúr zongoraversenyét, két szonátáját és több más művét, Schuberttől keringőket, ländlereket, német táncokat, Chopin 15 mazurkáját és Fauré c-moll zongoranégyesét.
Stephen Kovacevich zongoraművész ezt mondta róla: „Ismertem a generációm csaknem minden kiváló és nagyszerű muzsikusát. Ő volt mindannyiuk között a legnagyszerűbb.” Judy Arnold, Tchaikowsky korábbi személyi titkára pedig így fogalmazott: „André a csoda birtokában volt, azzal a ritka képességgel, hogy ebből a csodából mindenkinek juttasson.”

## Koponyája

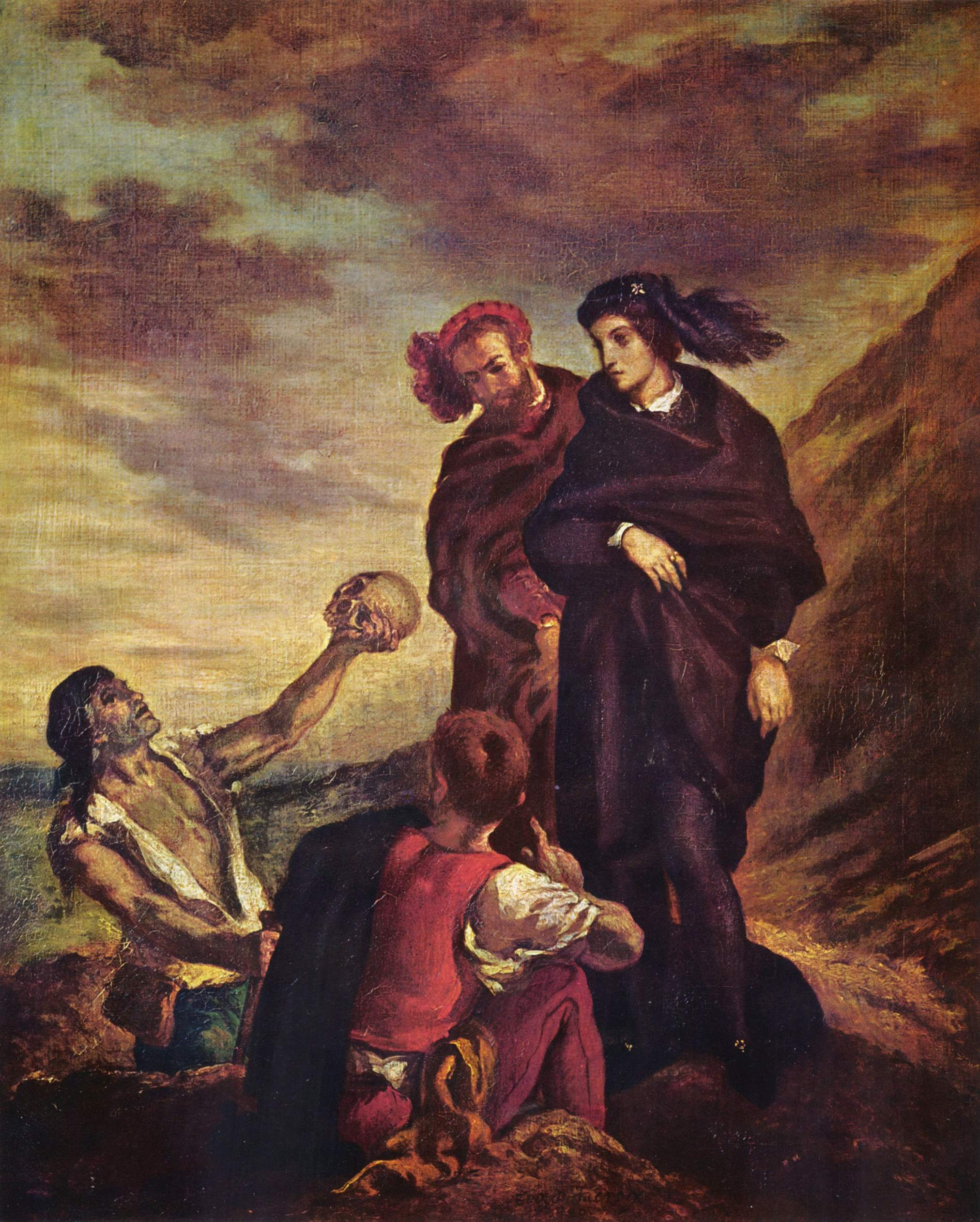
A sírásó jelenet Delacroix festményén

André Tchaikowsky rákban halt meg, 46 évesen, Oxfordban. Végakaratában testét tudományos kutatásokra ajánlotta fel, koponyáját pedig a Royal Shakespeare Companynak ajándékozta, azt kérve, hogy színpadi kellékként használják fel. Azt remélte, hogy koponyája a Hamlet-előadásokban Yorick koponyájaként fog szolgálni. Hosszú évekig azonban egyetlen színész és rendező sem vállalkozott arra, hogy egy hajdanvolt ember valódi koponyáját használja erre a célra, bár ez olykor próbákon megesett. Végül, 2008-ban David Tennant játszotta el a híres jelenetet, kezében Tchaikowsky koponyájával, a Courtyard Theatre (Stratford-upon-Avon) előadásain. Miután a sajtó felfedte a koponya titkát, a Hamlet előadásai a West End színházba kerültek át, a Royal Shakespeare Company pedig bejelentette, hogy nem fogja felhasználni a koponyát (a szóvivőjük azt mondta, hogy „túlságosan zavaró lenne a közönség számára”). Ez azonban csak cselfogás volt a részükről: a koponyát valójában végig használták a West End előadásain, majd az azt követő televíziós adaptációban, amelyet a BBC2 sugárzott. Gregory Doran igazgató ezt mondta: André Tchaikowsky koponyája igen fontos része volt az előadásunknak, és minden felhajtás ellenére, nagy szolgálatot tett a társaságunknak".

## Híres művei
Műveinek teljes listáját lásd: itt.
Opus-számmal ellátott művei:
- Szonáta klarinétra és zongorára, Op. 1 (1959)
- Invenciók zongorára, Op. 2 (1961–1962)
- 1. vonósnégyes, A-dúr, Op.3 (1969–1970)
- 2. zongoraverseny, Op. 4 (1966–1971)
- 2. vonósnégyes, C-dúr, Op. 5 (1973–1975)
- Trio Notturno, zongorára, hegedűre és csellóra, Op. 6[12]
- A velencei kalmár, opera Op. 7

## Fordítás
- Ez a szócikk részben vagy egészben  az   André Tchaikowsky című angol Wikipédia-szócikk ezen változatának fordításán alapul.  Az eredeti cikk szerkesztőit annak laptörténete sorolja fel. Ez a jelzés csupán a megfogalmazás eredetét és a szerzői jogokat jelzi, nem szolgál a cikkben szereplő információk forrásmegjelöléseként.